# Фома Челанский
Фома́ Челанский (итал. Tommaso da Celano; около 1200, Челано — около 1265, Тальякоццо) — итальянский писатель XIII века, писавший по-латыни. Автор жития Франциска Ассизского.

## Биография
Родился в местечке Челано. Был, по-видимому, одним из первых последователей Франциска Ассизского, хотя и не упоминается у Ваддинга в числе «12 апостолов» святого.
В 1221 году назначен кустодом миноритских монастырей в Вормсе, Майнце и Кёльне, в 1222 году — полномочным министром немецкой орденской провинции. В 1230 году вернулся в Ассизи, где, по поручению папы Григория IX, написал «Жизнь св. Франциска», особенно выдвигающую легендарные черты образа святого; реальные факты из его мирской жизни почти отсутствуют. Впоследствии, по приказанию генерала ордена, он написал второе житие св. Франциска, где последний представлен в несколько ином освещении, сообразно с воззрениями его строгих последователей. Это второе жизнеописание Франциска издано в Риме в 1880 году. Умер около 1265 года.
Ваддинг приписывал ему несколько латинских гимнов, в том числе знаменитый «Dies irae», в котором изображен необычайно грандиозными чертами Страшный суд и представлены чувства человека в ожидании конца мира. Гимн «Dies irae» в несколько изменённом виде сделался достоянием католической церкви, войдя в состав заупокойной обедни, и положен неоднократно на музыку величайшими композиторами.

## Сочинения
- Legenda ad Usum chori (1230)
- S. Francisci Assisensis vita et miracula
  - Vita prima S. Francisci (1228/1229)
  - Vita secunda S. Francisci (1246/1247)
  - Tractatus de miraculis S. Francisci (1247, 1257)
- Legenda S. Clarae Virginis (1255)